# Antonio Maria Sartori
Antonio Maria Sartori (falecido em 1556) foi um prelado católico romano que serviu como bispo de Teano (1535–1556).

## Biografia
No dia 30 de abril de 1535, Antonio Maria Sartori foi nomeado pelo Papa Paulo III como Bispo de Teano. Serviu como Bispo de Teano até à sua morte em 1556.